# Tommaso Costantino
Tommaso Costantino (Tunisi, 23 giugno 1885 – Brindisi, 28 febbraio 1950) è stato uno schermidore italiano, specializzato nella spada e nel fioretto. Ha vinto due medaglie d'oro ai Giochi olimpici.

## Palmarès

### Giochi olimpici
Individuale
A squadre
- Oro nel fioretto ad Anversa 1920
- Oro nella spada ad Anversa 1920